# Perrigny (Jura)
Perrigny é uma comuna francesa na região administrativa de Borgonha-Franco-Condado, no departamento de Jura. Estende-se por uma área de 8,89 km². Em 2010 a comuna tinha 1 567 habitantes (densidade: 176,3 hab./km²).